# Nokha
Nokha là một thành phố và khu đô thị của quận Bikaner thuộc bang Rajasthan, Ấn Độ.

## Địa lý
Nokha có vị trí 27°36′B 73°25′Đ / 27,6°B 73,42°Đ Nó có độ cao trung bình là 325 mét (1066 feet).

## Nhân khẩu
Theo điều tra dân số năm 2001 của Ấn Độ, Nokha có dân số 49.704 người. Phái nam chiếm 53% tổng số dân và phái nữ chiếm 47%. Nokha có tỷ lệ 58% biết đọc biết viết, thấp hơn tỷ lệ trung bình toàn quốc là 59,5%: tỷ lệ cho phái nam là 68%, và tỷ lệ cho phái nữ là 48%. Tại Nokha, 19% dân số nhỏ hơn 6 tuổi.